# Kristian Jensen
Kristian Jensen (ur. 21 maja 1971 w Middelfarcie) – duński polityk, parlamentarzysta, minister ds. podatków od 2004 do 2010, minister spraw zagranicznych od 2015 do 2016, minister finansów od 2016 do 2019.

## Życiorys
Urodził się w rodzinie nauczycielskiej. W 1995 ukończył studia biznesowe. W 1995 został asystentem w banku Unibank Brande. W 1993 wstąpił do Młodych Liberałów (Venstres Ungdom), organizacji młodzieżowej liberalnej partii Venstre. W latach 1995–1998 wchodził w skład rady generalnej tego ugrupowania.
W 1998 uzyskał po raz pierwszy mandat do Folketingetu (duńskiego parlamentu), reprezentując okręg Ringkøbing. Ubiegał się skutecznie o reelekcję w kolejnych wyborach krajowych w 2001, 2005, 2007, 2011, 2015 i 2019. W latach 1998–2001 był partyjnym rzecznikiem ds. technologii informacyjnej i sportu. Od 2001 do 2004 pełnił funkcję rzecznika partii ds. polityki finansowej i wiceprzewodniczącego Komitetu ds. Podatkowych. W latach 2001–2004 wchodził w skład Rady Dyrektorów Duńskiego Banku Narodowego.
2 sierpnia 2004 Kristian Jensen objął urząd ministra ds. podatków w gabinecie premiera Andersa Fogh Rasmussena. Utrzymał to stanowisko także w rządzie Larsa Løkke Rasmussena, zajmował je do 23 lutego 2010.
28 czerwca 2015 został ministrem spraw zagranicznych w drugim gabinecie Larsa Løkke Rasmussena. 28 listopada 2016 w trzecim gabinecie tego premiera przeszedł na urząd ministra finansów. Stanowisko to zajmował do 27 czerwca 2019.
W 2021 odszedł z duńskiego parlamentu w związku z przejściem do pracy w dyplomacji. W 2022 powołany na dyrektora zarządzającego Green Power Denmark, nowo utworzonej organizacji reprezentującej duńskich producentów energii.

## Odznaczenia
W 2017 został odznaczony krzyżem komandorskim Orderu Danebroga.